# Видошич, Дарио
Да́рио Ви́дошич (англ. Dario Vidošić; род. 8 апреля 1987[…], Осиек) — австралийский футболист, игравший на позиции полузащитника, ныне — тренер. Выступал за сборную Австралии.
Родители Видошича переехали в Австралию из Югославии в 1988 году, когда его отца Радо пригласили в австралийский футбольный клуб «Куинсленд Лайонс».

## Клубная карьера
19 января 2010 года «Нюрнберг» сообщил, что полузащитник отдан в аренду в «Дуйсбург» до конца сезона.
В июле 2011 года вернулся в Австралию, подписав трёхлетний контракт с «Аделаидой Юнайтед».
В августе 2013 года перешёл в швейцарский «Сьон» за AU$700 тыс.
В сентября 2015 года подписал двухлетний контракт с «Уэстерн Сидней Уондерерс».

## Международная карьера
Дарио Видошич дебютировал за «Соккеруз» в отборочном матче чемпионата мира 2010 года против Японии. Свой второй матч Видошич провёл в составе австралийцев 10 октября 2009 года против сборной Нидерландов.
Первый гол за сборную Австралии Дарио Видошич забил 24 мая 2010 года в товарищеском матче против сборной Новой Зеландии.

### Статистика в сборной
| #  | Дата        | Место                                       | Противник      | Счёт | Результат | Соревнование      |
| -- | ----------- | ------------------------------------------- | -------------- | ---- | --------- | ----------------- |
| 1. | 24 мая 2010 | Мельбурн Крикет Граунд, Мельбурн, Австралия | Новая Зеландия | 1:1  | 2:1       | Товарищеский матч |